# 북바치카구

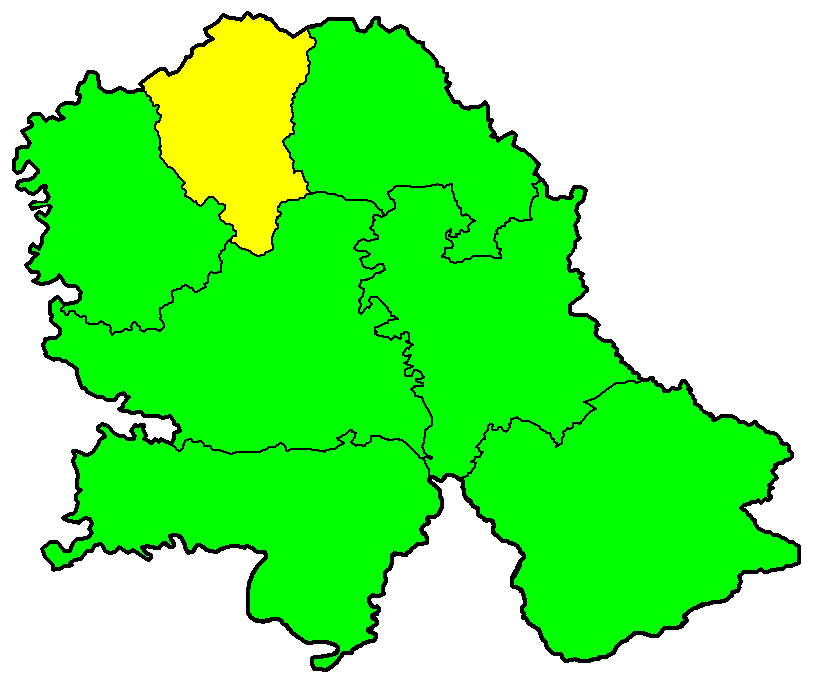
북바치카 구의 위치

북바치카구(세르비아어: Севернобачки округ, Severnobački okrug, 크로아티아어: Sjevernobački okrug, 헝가리어: Észak-bácskai körzet, 슬로바키아어: Severobáčsky okres, 루마니아어: Districtul Bacica de Nord, 루신어: Сивернобачки окрух)는 세르비아 북부와 보이보디나 자치주 북부에 위치한 구로 행정 중심지는 수보티차이며 면적은 1,784km2, 인구는 200,140명(2002년 인구 조사 기준), 인구 밀도는 112.2명/km2이다. 북쪽으로는 헝가리와 국경을 접하고 있다.

## 지방 자치체

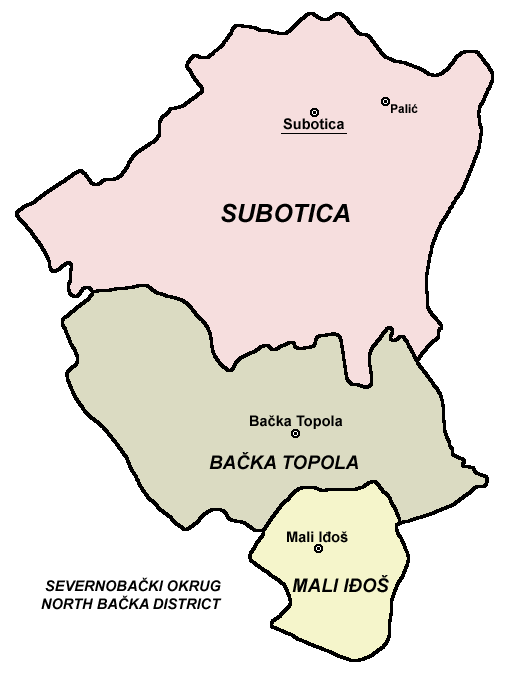
지방 자치체

3개 지방 자치체와 3개 군, 42개 마을을 관할한다.
- 수보티차 (Subotica, 헝가리어: Szabadka)
- 바치카토폴라 (Bačka Topola, 헝가리어: Topolya)
- 말리이조시 (Mali Iđoš, 헝가리어: Kishegyes)

## 인구

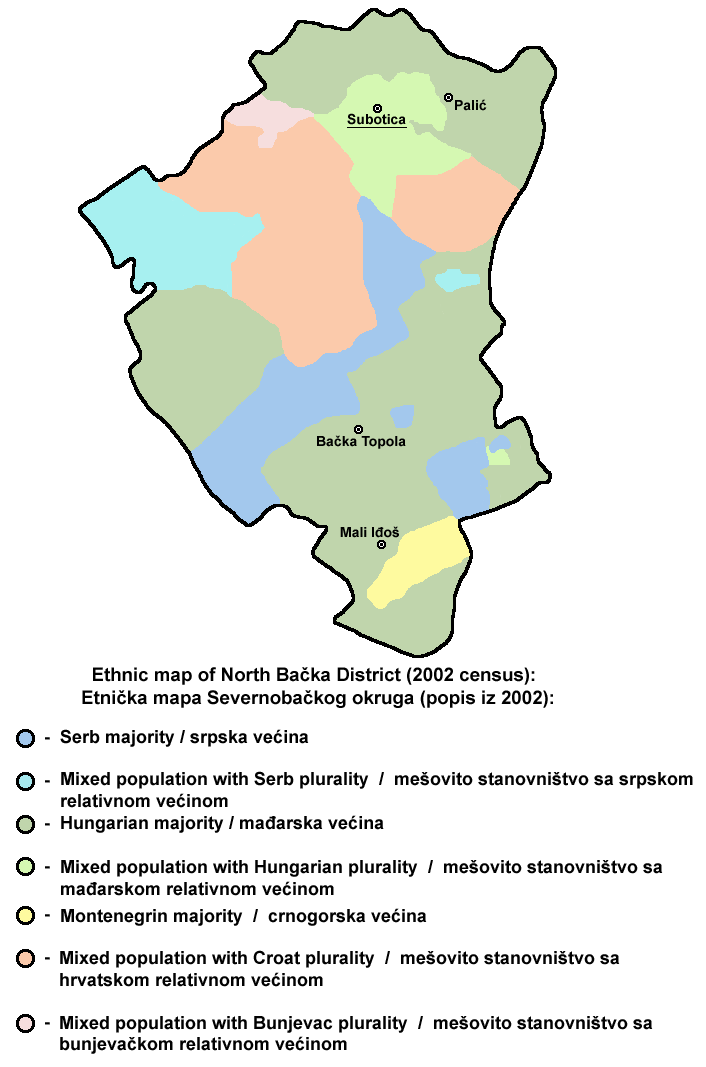
민족 분포 (2002년 인구 조사 기준)

인구와 민족 분포는 2002년 인구 조사를 기준으로 한다.
- 헝가리인: 87,181명 (43.56%)
- 세르비아인: 49,637명 (24.8%)
- 크로아티아인: 17,227명 (8.6%)
- 부네브치인: 16,454명 (8.22%)
- 유고슬라브인: 9,488명 (4.74%)
- 몬테네그로인: 5,219명 (2.6%)
- 그 외의 민족

언어 분포는 2002년 인구 조사를 기준으로 한다.
- 헝가리어: 88,464명 (44.20%)
- 세르비아어: 88,323명 (44.13%)
- 크로아티아어: 9,106명 (4.55%)

종교 분포는 2002년 인구 조사를 기준으로 한다.
- 로마 가톨릭 교회: 117,456명 (58.69%)
- 동방 정교회: 55,028명 (27.50%)
- 개신교: 9,844명 (4.92%)
- 그 외의 종교

| 연도  | 인구    | ±% p.a. |
| ----- | ------- | ------- |
| 1948  | 184,506 | —       |
| 1953  | 186,569 | +0.22%  |
| 1961  | 198,392 | +0.77%  |
| 1971  | 205,929 | +0.37%  |
| 1981  | 211,475 | +0.27%  |
| 1991  | 205,401 | −0.29%  |
| 2002  | 200,140 | −0.24%  |
| 2011  | 186,906 | −0.76%  |
| 출처: |         |         |

## 같이 보기
- 세르비아의 행정 구역